# Xylergates lacteus
Xylergates lacteus är en skalbaggsart som beskrevs av Bates 1864. Xylergates lacteus ingår i släktet Xylergates och familjen långhorningar.
Artens utbredningsområde är:
- Guyana.
- Surinam.
- Venezuela.

Inga underarter finns listade i Catalogue of Life.